# كريس نورمان
كريس نورمان هو موسيقي كندي، ولد في 1963.

## وصلات خارجية
- الموقع الرسمي
- كريس نورمان على موقع IMDb (الإنجليزية)
- كريس نورمان على موقع ميوزك برينز (الإنجليزية)
- كريس نورمان على موقع ديسكوغز (الإنجليزية)